# Rigs of Rods
Rigs of Rods(RoR)는 차량의 모션 파괴와 해체를 시뮬레이트하기 위한 연체동력학을 사용하는 자유-오픈 소스 차량 시뮬레이션 게임이다. 이 게임은 연체동역학 엔진을 사용하여 상호 연결된 노드들의 망을 시뮬레이트하며(차체와 바퀴를 형성) 해체 가능한 오브젝트를 시뮬레이트하는 능력을 제공한다.

## 갤러리

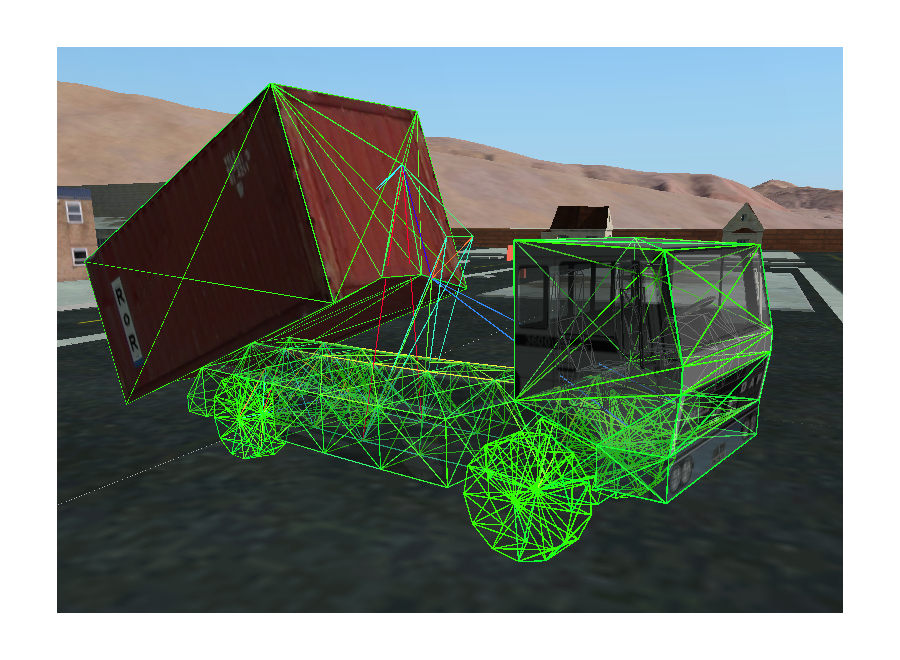
DAF 암필리롤에 빔을 표시하는 빔(Beam)
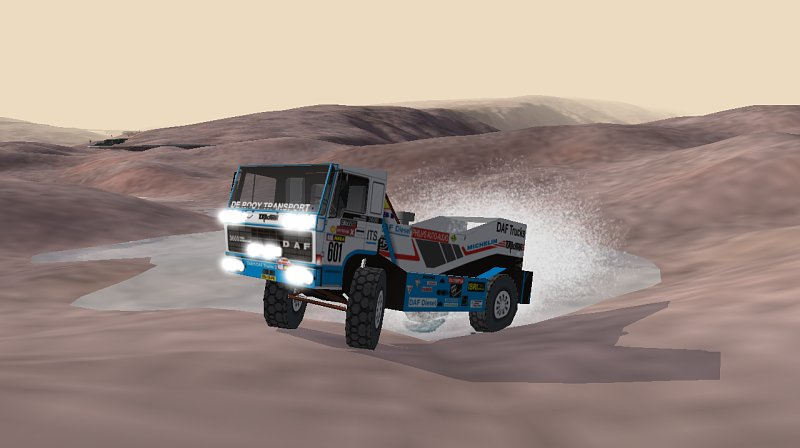
Rigs of Rods의 DAF 터보트윈(TurboTwin)